# Guanarito (khu tự quản)
Guanarito là một khu tự quản thuộc bang Portuguesa, Venezuela. Thủ phủ của khu tự quản Guanarito đóng tại Guanarito. Khự tự quản Guanarito có diện tích 3103 km2, dân số theo điều tra dân số ngày 21 tháng 10 năm 2001 là 31500 người.